# Zuzzurro e Gaspare
Zuzzurro e Gaspare è stato un duo comico-cabarettistico italiano formato da Nino Formicola (Gaspare) e Andrea Brambilla (Zuzzurro); costituitosi a Milano nel 1976, il duo conobbe un buon successo teatrale e televisivo, cessando di esistere nel 2013 alla morte di Brambilla. I due sono stati anche cognati, essendo Brambilla stato legato alla sorella di Formicola dalla seconda metà degli anni '70 alla fine degli anni '80.

## Storia

Zuzzurro e Gaspare in scena

Nel 1976 debuttarono al Derby Club, storico locale milanese del cabaret, come componenti della Compagnia della Forca assieme a Marco Columbro e Barbara Marciano. In seguito i due diedero vita nel 1976 all'affiatata coppia di personaggi formata dall'ingenuo commissario Zuzzurro e dal suo fido assistente Gaspare.
Apparvero per la prima volta in televisione nel 1978 nella trasmissione della RAI Non stop; l'anno successivo furono in un altro varietà RAI, La sberla e in seguito a Domenica in.
Autori dei testi di Massimo Boldi e Teo Teocoli per il programma Non lo sapessi ma lo so trasmesso su Antennatre nel 1982, per la stessa rete realizzarono Buccia di banana, in cui si prestavano nelle vesti di conduttori, animatori nonché ideatori dello slogan «Ce l'ho qui la brioche!», tormentone a lungo riproposto e divenuto un pezzo forte del loro repertorio.
Nel 1983 presero parte al varietà Drive In dapprima come ospiti e, successivamente, come cast fisso.
Nel 1986 abbandonarono per un periodo la televisione per dedicarsi al teatro, interpretando nella commedia di Neil Simon Andy e Norman il ruolo di due giornalisti costretti a sbarcare il lunario scrivendo articoli dozzinali per ogni genere di rivista ed entrambi innamorati della loro vicina di casa.
Nel 1987 sono riapparsi in video nel varietà del venerdì sera di Canale 5 Festival, condotto da Pippo Baudo.
Nel 1989 hanno raccolto consensi nel varietà della domenica sera di Italia 1 Emilio, ambientato nella frenetica redazione di un videogiornale animata dall'inviato Silvio Orlando, il tifoso rossonero Teo Teocoli, il critico letterario Gene Gnocchi, l'apprendista giornalista Carlo Pistarino e l'irriducibile caporedattrice Athina Cenci.
Nel 1990, oltre alla seconda edizione di Emilio e all'edizione estiva del programma Emilio '90, il duo è ospite d'onore delle tre serate dello show televisivo C'era una volta il festival.
Nel 1991 sono riapparsi su Italia 1 nella sit com Andy & Norman, riduzione da loro stessi curata della commedia già proposta in teatro. Dopo l'esperienza de Il TG delle vacanze (1992) e di Dido... menica (1992-93) sono tornati in RAI dopo quindici anni di assenza e nel 1994 vi hanno condotto Miraggi, la doppia ministriscia serale in onda a ridosso del TG1, unitamente al varietà Saxa Rubra su Rai Tre.
Nell'estate 1996 la coppia è tornata a lavorare per i network privati, partecipando al varietà di Canale 5 Sotto a chi tocca condotto da Pippo Franco. Hanno doppiato Pena e Panico nel film d'animazione Hercules del 1997. Nella stagione 1997-98 hanno stabilito al Teatro Nazionale di Milano il record di tenitura (oltre tre mesi) con la commedia Rumori fuori scena di Michael Frayn.
Il 9 gennaio 2002 Brambilla ha un grave incidente stradale che lo riduce in fin di vita. L'attività della coppia si ferma, per poi ripartire successivamente con nuovi spettacoli teatrali e qualche saltuaria apparizione televisiva. Dopo aver partecipato ad alcune puntate di Paperissima (2002), il 15 e 16 aprile 2005 hanno condotto Striscia la notizia e il 26 gennaio e il 2 febbraio 2010 fanno una comparsa a Zelig Circus.
Nel 2012 sono di nuovo sulle scene teatrali nella tournée dello spettacolo "Tutto Shakespeare in 90 minuti". A novembre 2012 entrano a far parte dello staff di conduttori del canale Vero Capri. Il 24 ottobre 2013, con la scomparsa di Zuzzurro, termina definitivamente anche l'attività del duo comico.

## Televisione
- Non stop (Rete 1, 1978)
- La sberla (Rete 1, 1979)
- Non lo sapessi ma lo so (Antenna 3, 1982) Autori
- Bucce di banana (Antenna 3, 1983)
- Drive In (Italia 1, 1983-1986)
- Festival (Canale 5, 1987-1988)
- Emilio (Italia 1, 1988-1990)
- Emilio '90 (Italia 1, 1990)
- C'era una volta il festival (Canale 5, 1990)
- Canta Vip (Canale 5, 1991)
- Il TG delle vacanze (Canale 5, 1992)
- Dido... menica (Italia 1, 1992-1993)
- Miraggi (Rai 1, 1994)
- Saxa Rubra (Rai 3, 1994)
- Sotto a chi tocca (Canale 5, 1996-1997)
- Rido (Rai 2, 2000)
- Paperissima (Canale 5, 2002)
- Striscia la notizia (Canale 5, 2005)
- Comedy Club (Italia 1, 2006)
- Zelig (Canale 5, 2010-2012)
- Vero in Cucina (Vero TV, 2012-2013)

## Teatro
- Volo cieco, di Nino Formicola e Andrea Brambilla (1978-1980)
- Gli amici, con Teddy Reno e Rita Pavone (1980/1981)
- Zuzzurro e Gaspare in Concert, di Nino Formicola e Andrea Brambilla (1982/1983)
- Grande Spettacolo e Cabaret (1983)
- Ce l'ho qui la brioche!, di Nino Formicola e Andrea Brambilla (1983-1986)
- Faccia da strudel (1986)
- Andy e Norman, di Neil Simon, adattamento di Andrea Brambilla e Alessandro Benvenuti, regia di Alessandro Benvenuti (1986-1990)
- Sete - L'allegria di perdersi, di Andrea Brambilla e Alessandro Benvenuti, con Carlo Pistarino, regia di Alessandro Benvenuti (1990-1992)
- Non so se rendo preciso, di Nino Formicola e Andrea Brambilla, regia di Gianfranco Lazotti (1991-1993)
- Mi aiuti a credermi (1993)
- Piume, di Francesco Freyrie, regia di Salvatore Samperi (1993/1994)
- Te lo ricordi tu il purè (1994)
- La strana coppia, di Neil Simon (1995-1997)
- Letto a tre piazze, di Sam Bobrick e Ron Clark, con Heather Parisi, regia di Marco Mattolini (1997/1998)
- Rumori fuori scena, di Michael Frayn, regia di Marco Sciaccaluga (1997-1999)
- Alarms, di Michael Frayn, adattamento di Filippo Ottoni, regia di Andrea Brambilla (1999-2001, 2011/2012)
- La cena dei cretini, di Francis Veber, adattamento di Filippo Ottoni, regia di Andrea Brambilla (2001/2002, 2009-2012)
- Che botta!, scritto e diretto da Andrea Brambilla (2002)
- Parenti apparenti, di Alan Ayckbourn, regia di Andrea Brambilla (2003-2005)
- Ciò che vide il maggiordomo, di Joe Orton, con Orsetta De Rossi, regia di Andrea Brambilla (2005-2007)
- Sarto per signora, di Georges Feydeau, regia di Andrea Brambilla (2007-2009)
- Scherzi - Quattro atti unici di Cechov, di Nino Formicola, tratto da Anton Čechov, regia di Massimo Chiesa (2007-2010)
- Rumors, di Neil Simon, regia di Massimo Chiesa (2009/2010)
- Non c'è più il futuro di una volta, di Pamela Aicardi, Nino Formicola, Carlo Pistarino e Francesco Freyre, regia di Andrea Brambilla (2010-2013)
- Tutto Shakespeare in 90 minuti, di Adam Long, Daniel Singer e Jess Winfield, con Maurizio Lombardi, regia di Alessandro Benvenuti (2011-2013)

## Filmografia

### Attori
- L'esercito più pazzo del mondo, regia di Marino Girolami (1981)
- Andy & Norman – serie TV (1991-1992)
- I miei più cari amici, regia di Alessandro Benvenuti (1998)

### Doppiatori
- Pena e panico in Hercules (1997)

## Discografia

### Singoli
- 1980 – La vita è una brioscia (7'', RCA)
- 1985 – Ce l'ho qui la brioche (7'', RCA)
- 1989 – Emilio/Emilo (strumentale) (con Gene Gnocchi, Teo Teocoli, Giorgio Faletti, Silvio Orlando, Enrico Beruschi, Giannina Facio, Laura Della Siega e Athina Cenci, come La Redazione di Emilio, 7'', Five Record)

## Libri
- 1988 - Salve...sono il titolo, disegni di Silver (Rizzoli)
- 1990 - Quante palle! Manuale di sopravvivenza ai Mondiali di Calcio (Mondadori)
- 1992 - La brioche presenta... Zuzzurro e Gaspare in: Bella scoperta, disegni di Silver (Rizzoli)

## Spot pubblicitari
- Castor
- Arexons (1983-1985)
- Gratta e vinci (1994)